# Acacia columnaris
Acacia columnaris é uma espécie de leguminosa do gênero Acacia, pertencente à família Fabaceae.